# Aconodes affinis
Aconodes affinis là một loài bọ cánh cứng trong họ Cerambycidae.